# Kerstin Thorvall
Kerstin Hilma Margareta Thorvall (født 12. august 1925 i Eskilstuna–død 9. april 2010 i Stockholm) var en svensk forfatter, illustrator og journalist, der har skrevet bøger for både børn, unge og voksne, primært skønlitteratur.
Thorvall uddannede sig til modedesigner på Beckmans designhögskola 1945-1947, og debuterede som forfatter i 1959 med Bogen till dig. Hun har senere udgivet digte, romaner og børne- og ungdomsbøger. Hun har skrevet mange artikler til de svenske aviser. Den sidste var i Aftonbladet, hvor hun i en kronik skildrede hvordan det var at ikke kunne danse mere.
Thorvall har blandt andet illustreret Mesterdetektiven Blomkvist (1953) af Astrid Lindgren. 
Hun debuterede 1959 med "Bogen til dig". Med sine åbenhjertige skildringer af den kvindelige seksualitet, blandt andet i sin selvbiografiske roman udgivet 1976 Det mest forbudte, vakte hun røre i hjemlandet, og blev en af Sveriges mest læste forfattere. Hun fik i 1994 Moa-prisen på 20.000 kroner som årlig uddeles af "Arbetarnas bildningsförbund" (ABF) for romanentrilogien När man skjuter arbetare. 
Thorvall har i sine bøger skildret sin samtid. Ofte har hendes egne livsoplevelser været hovedkilden til hendes romaner. I bogen "I skuggan av oron (1995), bekriver hun sit forhold til sin mor efter faderns død, og i bogen "Från Signe till Alberte" (1998), skriver hunr om sit eget liv som ægtefælle og mor, da hun i perioder var fraværende fra familielivet pga. en psykisk lidelse. En af hendes sidste bøger var ”Upptäckten” (2003), som er en beretning om et menneskeværdigt liv i den sidste periode af hendes liv, og problemerne med at være afhængig af hjemmeplejen. Hun beskriver en hjemmepleje, der på grund af besparelser blandt andet ikke længere kunne ledsage hende udendørs mere.

## Udmærkelser
- Astrid Lindgren-prisen 1977
- Moa-prisen 1994
- SKTF:s pris-årets författare 1996
- Hedenvind-plaketten 1999
- Ivar Lo-Johanssons personlige pris 2004